# Liste der Städte und Gemeinden in Sachsen-Anhalt

Gliederung des Landes Sachsen-Anhalt in Kommunen, Kommunalverbände und Landkreise

Die Liste der Städte und Gemeinden in Sachsen-Anhalt enthält die Städte und Gemeinden im deutschen Land Sachsen-Anhalt.
Es besteht aus insgesamt
- 218 politisch selbständigen Städten und Gemeinden (Stand: 31. Dezember 2018).

Diese verteilen sich wie folgt:
- 104 Städte, darunter
  - 03 kreisfreie Städte, darunter die Landeshauptstadt Magdeburg,
  - 81 verbandsgemeindefreie Städte (Einheitsgemeinden),
  - 20 Städte in Verbandsgemeinden sowie
- 114 sonstige Gemeinden, darunter
  - 20 verbandsgemeindefreie Gemeinden (Einheitsgemeinden) und
  - 94 Gemeinden in 18 Verbandsgemeinden.

## Kreisfreie Städte
(sind in der nachfolgenden alphabetischen Liste aller Gemeinden Sachsen-Anhalts ebenfalls enthalten):
- Dessau-Roßlau
- Halle (Saale)
- Magdeburg

## Städte und Gemeinden
Alle politisch selbständigen Städte und Gemeinden in Sachsen-Anhalt mit ihrer Einwohnerzahl vom 31. Dezember 2023 (Städte sind fett dargestellt):
| Gemeinde                             | Einw.   | Landkreis              | Verbandsgemeinde        |
| ------------------------------------ | ------- | ---------------------- | ----------------------- |
| Ahlsdorf                             | 1.520   | Mansfeld-Südharz       | Mansfelder Grund-Helbra |
| Aken (Elbe)                          | 7.174   | Anhalt-Bitterfeld      |                         |
| Aland                                | 1.317   | Stendal                | Seehausen (Altmark)     |
| Allstedt                             | 7.615   | Mansfeld-Südharz       |                         |
| Alsleben (Saale)                     | 2.550   | Salzlandkreis          | Saale-Wipper            |
| Altenhausen                          | 1.000   | Börde                  | Flechtingen             |
| Altmärkische Höhe                    | 1.753   | Stendal                | Seehausen (Altmark)     |
| Altmärkische Wische                  | 831     | Stendal                | Seehausen (Altmark)     |
| Am Großen Bruch                      | 2.065   | Börde                  | Westliche Börde         |
| An der Poststraße                    | 1.575   | Burgenlandkreis        | An der Finne            |
| Angern                               | 1.884   | Börde                  | Elbe-Heide              |
| Annaburg                             | 6.389   | Wittenberg             |                         |
| Apenburg-Winterfeld, Flecken         | 1.683   | Altmarkkreis Salzwedel | Beetzendorf-Diesdorf    |
| Arendsee (Altmark)                   | 6.321   | Altmarkkreis Salzwedel |                         |
| Arneburg                             | 1.410   | Stendal                | Arneburg-Goldbeck       |
| Arnstein                             | 6.158   | Mansfeld-Südharz       |                         |
| Aschersleben                         | 25.852  | Salzlandkreis          |                         |
| Ausleben                             | 1.583   | Börde                  | Westliche Börde         |
| Bad Bibra                            | 2.563   | Burgenlandkreis        | An der Finne            |
| Bad Dürrenberg                       | 11.540  | Saalekreis             |                         |
| Bad Lauchstädt, Goethestadt          | 8.908   | Saalekreis             |                         |
| Bad Schmiedeberg                     | 7.998   | Wittenberg             |                         |
| Balgstädt                            | 1.064   | Burgenlandkreis        | Unstruttal              |
| Ballenstedt                          | 8.425   | Harz                   |                         |
| Barby                                | 7.911   | Salzlandkreis          |                         |
| Barleben                             | 9.118   | Börde                  |                         |
| Barnstädt                            | 928     | Saalekreis             | Weida-Land              |
| Beendorf                             | 807     | Börde                  | Flechtingen             |
| Beetzendorf                          | 2.962   | Altmarkkreis Salzwedel | Beetzendorf-Diesdorf    |
| Benndorf                             | 1.926   | Mansfeld-Südharz       | Mansfelder Grund-Helbra |
| Berga (Kyffhäuser)                   | 1.657   | Mansfeld-Südharz       | Goldene Aue             |
| Bernburg (Saale) (Kreisstadt)        | 31.197  | Salzlandkreis          |                         |
| Biederitz                            | 8.536   | Jerichower Land        |                         |
| Bismark (Altmark)                    | 7.740   | Stendal                |                         |
| Bitterfeld-Wolfen                    | 36.815  | Anhalt-Bitterfeld      |                         |
| Blankenburg (Harz)                   | 19.319  | Harz                   |                         |
| Blankenheim                          | 1.143   | Mansfeld-Südharz       | Mansfelder Grund-Helbra |
| Bördeaue                             | 1.760   | Salzlandkreis          | Egelner Mulde           |
| Börde-Hakel                          | 2.922   | Salzlandkreis          | Egelner Mulde           |
| Bördeland                            | 7.509   | Salzlandkreis          |                         |
| Borne                                | 1.147   | Salzlandkreis          | Egelner Mulde           |
| Bornstedt                            | 781     | Mansfeld-Südharz       | Mansfelder Grund-Helbra |
| Braunsbedra                          | 10.370  | Saalekreis             |                         |
| Brücken-Hackpfüffel                  | 977     | Mansfeld-Südharz       | Goldene Aue             |
| Bülstringen                          | 860     | Börde                  | Flechtingen             |
| Burg (Kreisstadt)                    | 22.414  | Jerichower Land        |                         |
| Burgstall                            | 1.468   | Börde                  | Elbe-Heide              |
| Calbe (Saale)                        | 8.207   | Salzlandkreis          |                         |
| Calvörde                             | 3.225   | Börde                  | Flechtingen             |
| Colbitz                              | 3.282   | Börde                  | Elbe-Heide              |
| Coswig (Anhalt)                      | 11.273  | Wittenberg             |                         |
| Dähre                                | 1.332   | Altmarkkreis Salzwedel | Beetzendorf-Diesdorf    |
| Dessau-Roßlau                        | 76.062  | kreisfreie Stadt       |                         |
| Diesdorf, Flecken                    | 2.120   | Altmarkkreis Salzwedel | Beetzendorf-Diesdorf    |
| Ditfurt                              | 1.409   | Harz                   | Vorharz                 |
| Droyßig                              | 1.845   | Burgenlandkreis        | Droyßiger-Zeitzer Forst |
| Eckartsberga                         | 2.242   | Burgenlandkreis        | An der Finne            |
| Edersleben                           | 959     | Mansfeld-Südharz       | Goldene Aue             |
| Egeln                                | 3.128   | Salzlandkreis          | Egelner Mulde           |
| Eichstedt (Altmark)                  | 833     | Stendal                | Arneburg-Goldbeck       |
| Eilsleben                            | 3.579   | Börde                  | Obere Aller             |
| Eisleben, Lutherstadt                | 22.644  | Mansfeld-Südharz       |                         |
| Elbe-Parey                           | 6.387   | Jerichower Land        |                         |
| Elsteraue                            | 7.806   | Burgenlandkreis        |                         |
| Erxleben                             | 2.694   | Börde                  | Flechtingen             |
| Falkenstein/Harz                     | 5.000   | Harz                   |                         |
| Farnstädt                            | 1.466   | Saalekreis             | Weida-Land              |
| Finne                                | 1.177   | Burgenlandkreis        | An der Finne            |
| Finneland                            | 991     | Burgenlandkreis        | An der Finne            |
| Flechtingen                          | 2.694   | Börde                  | Flechtingen             |
| Freyburg (Unstrut)                   | 4.420   | Burgenlandkreis        | Unstruttal              |
| Gardelegen, Hansestadt               | 21.964  | Altmarkkreis Salzwedel |                         |
| Genthin                              | 13.578  | Jerichower Land        |                         |
| Gerbstedt                            | 6.719   | Mansfeld-Südharz       |                         |
| Giersleben                           | 919     | Salzlandkreis          | Saale-Wipper            |
| Gleina                               | 1.152   | Burgenlandkreis        | Unstruttal              |
| Goldbeck                             | 1.377   | Stendal                | Arneburg-Goldbeck       |
| Gommern                              | 10.170  | Jerichower Land        |                         |
| Goseck                               | 1.006   | Burgenlandkreis        | Unstruttal              |
| Gräfenhainichen                      | 11.314  | Wittenberg             |                         |
| Gröningen                            | 3.374   | Börde                  | Westliche Börde         |
| Groß Quenstedt                       | 834     | Harz                   | Vorharz                 |
| Güsten                               | 3.861   | Salzlandkreis          | Saale-Wipper            |
| Gutenborn                            | 1.740   | Burgenlandkreis        | Droyßiger-Zeitzer Forst |
| Halberstadt (Kreisstadt)             | 37.793  | Harz                   |                         |
| Haldensleben (Kreisstadt)            | 19.179  | Börde                  |                         |
| Halle (Saale)                        | 227.639 | kreisfreie Stadt       |                         |
| Harbke                               | 1.776   | Börde                  | Obere Aller             |
| Harsleben                            | 2.168   | Harz                   | Vorharz                 |
| Harzgerode                           | 7.457   | Harz                   |                         |
| Hassel                               | 891     | Stendal                | Arneburg-Goldbeck       |
| Havelberg, Hansestadt                | 6.220   | Stendal                |                         |
| Hecklingen                           | 6.492   | Salzlandkreis          |                         |
| Hedersleben                          | 1.276   | Harz                   | Vorharz                 |
| Helbra                               | 3.694   | Mansfeld-Südharz       | Mansfelder Grund-Helbra |
| Hergisdorf                           | 1.427   | Mansfeld-Südharz       | Mansfelder Grund-Helbra |
| Hettstedt                            | 12.923  | Mansfeld-Südharz       |                         |
| Hohe Börde                           | 18.886  | Börde                  |                         |
| Hohenberg-Krusemark                  | 1.150   | Stendal                | Arneburg-Goldbeck       |
| Hohenmölsen                          | 9.241   | Burgenlandkreis        |                         |
| Hötensleben                          | 3.411   | Börde                  | Obere Aller             |
| Huy                                  | 6.675   | Harz                   |                         |
| Iden                                 | 739     | Stendal                | Arneburg-Goldbeck       |
| Ilberstedt                           | 954     | Salzlandkreis          | Saale-Wipper            |
| Ilsenburg (Harz)                     | 9.474   | Harz                   |                         |
| Ingersleben                          | 1.293   | Börde                  | Flechtingen             |
| Jerichow                             | 6.588   | Jerichower Land        |                         |
| Jessen (Elster)                      | 13.694  | Wittenberg             |                         |
| Jübar                                | 1.524   | Altmarkkreis Salzwedel | Beetzendorf-Diesdorf    |
| Kabelsketal                          | 8.842   | Saalekreis             |                         |
| Kaiserpfalz                          | 1.598   | Burgenlandkreis        | An der Finne            |
| Kalbe (Milde)                        | 7.089   | Altmarkkreis Salzwedel |                         |
| Kamern                               | 1.179   | Stendal                | Elbe-Havel-Land         |
| Karsdorf                             | 1.443   | Burgenlandkreis        | Unstruttal              |
| Kelbra (Kyffhäuser)                  | 3.215   | Mansfeld-Südharz       | Goldene Aue             |
| Kemberg                              | 9.309   | Wittenberg             |                         |
| Klietz                               | 1.411   | Stendal                | Elbe-Havel-Land         |
| Klostermansfeld                      | 2.115   | Mansfeld-Südharz       | Mansfelder Grund-Helbra |
| Klötze                               | 9.794   | Altmarkkreis Salzwedel |                         |
| Könnern                              | 7.998   | Salzlandkreis          |                         |
| Köthen (Anhalt) (Kreisstadt)         | 23.993  | Anhalt-Bitterfeld      |                         |
| Kretzschau                           | 2.336   | Burgenlandkreis        | Droyßiger-Zeitzer Forst |
| Kroppenstedt                         | 1.369   | Börde                  | Westliche Börde         |
| Kuhfelde                             | 1.045   | Altmarkkreis Salzwedel | Beetzendorf-Diesdorf    |
| Landsberg                            | 14.792  | Saalekreis             |                         |
| Lanitz-Hassel-Tal                    | 1.033   | Burgenlandkreis        | An der Finne            |
| Laucha an der Unstrut                | 2.702   | Burgenlandkreis        | Unstruttal              |
| Leuna                                | 14.108  | Saalekreis             |                         |
| Loitsche-Heinrichsberg               | 937     | Börde                  | Elbe-Heide              |
| Lützen                               | 8.244   | Burgenlandkreis        |                         |
| Magdeburg                            | 242.491 | kreisfreie Stadt       |                         |
| Mansfeld                             | 8.226   | Mansfeld-Südharz       |                         |
| Meineweh                             | 981     | Burgenlandkreis        | Wethautal               |
| Merseburg (Kreisstadt)               | 34.206  | Saalekreis             |                         |
| Mertendorf                           | 1.593   | Burgenlandkreis        | Wethautal               |
| Möckern                              | 12.684  | Jerichower Land        |                         |
| Molauer Land                         | 967     | Burgenlandkreis        | Wethautal               |
| Möser                                | 8.338   | Jerichower Land        |                         |
| Mücheln (Geiseltal)                  | 8.184   | Saalekreis             |                         |
| Muldestausee                         | 11.593  | Anhalt-Bitterfeld      |                         |
| Naumburg (Saale) (Kreisstadt)        | 32.207  | Burgenlandkreis        |                         |
| Nebra (Unstrut)                      | 2.986   | Burgenlandkreis        | Unstruttal              |
| Nemsdorf-Göhrendorf                  | 803     | Saalekreis             | Weida-Land              |
| Niedere Börde                        | 6.776   | Börde                  |                         |
| Nienburg (Saale)                     | 5.699   | Salzlandkreis          |                         |
| Nordharz                             | 7.684   | Harz                   |                         |
| Oberharz am Brocken                  | 9.763   | Harz                   |                         |
| Obhausen                             | 2.126   | Saalekreis             | Weida-Land              |
| Oebisfelde-Weferlingen               | 12.997  | Börde                  |                         |
| Oranienbaum-Wörlitz                  | 8.070   | Wittenberg             |                         |
| Oschersleben (Bode)                  | 18.898  | Börde                  |                         |
| Osterburg (Altmark), Hansestadt      | 9.364   | Stendal                |                         |
| Osterfeld                            | 2.375   | Burgenlandkreis        | Wethautal               |
| Osternienburger Land                 | 8.049   | Anhalt-Bitterfeld      |                         |
| Osterwieck                           | 11.120  | Harz                   |                         |
| Petersberg                           | 9.355   | Saalekreis             |                         |
| Plötzkau                             | 1.180   | Salzlandkreis          | Saale-Wipper            |
| Quedlinburg                          | 23.267  | Harz                   |                         |
| Querfurt                             | 10.037  | Saalekreis             |                         |
| Raguhn-Jeßnitz                       | 8.747   | Anhalt-Bitterfeld      |                         |
| Rochau                               | 996     | Stendal                | Arneburg-Goldbeck       |
| Rogätz                               | 2.193   | Börde                  | Elbe-Heide              |
| Rohrberg                             | 978     | Altmarkkreis Salzwedel | Beetzendorf-Diesdorf    |
| Salzatal                             | 11.320  | Saalekreis             |                         |
| Salzwedel, Hansestadt (Kreisstadt)   | 23.131  | Altmarkkreis Salzwedel |                         |
| Sandau (Elbe)                        | 809     | Stendal                | Elbe-Havel-Land         |
| Sandersdorf-Brehna                   | 14.197  | Anhalt-Bitterfeld      |                         |
| Sangerhausen (Kreisstadt)            | 25.650  | Mansfeld-Südharz       |                         |
| Schkopau                             | 10.860  | Saalekreis             |                         |
| Schnaudertal                         | 884     | Burgenlandkreis        | Droyßiger-Zeitzer Forst |
| Schollene                            | 1.073   | Stendal                | Elbe-Havel-Land         |
| Schönburg                            | 1.005   | Burgenlandkreis        | Wethautal               |
| Schönebeck (Elbe)                    | 30.537  | Salzlandkreis          |                         |
| Schönhausen (Elbe)                   | 2.101   | Stendal                | Elbe-Havel-Land         |
| Schraplau                            | 1.047   | Saalekreis             | Weida-Land              |
| Schwanebeck                          | 2.377   | Harz                   | Vorharz                 |
| Seegebiet Mansfelder Land            | 8.496   | Mansfeld-Südharz       |                         |
| Seehausen (Altmark), Hansestadt      | 4.594   | Stendal                | Seehausen (Altmark)     |
| Seeland                              | 7.616   | Salzlandkreis          |                         |
| Selke-Aue                            | 1.310   | Harz                   | Vorharz                 |
| Sommersdorf                          | 1.293   | Börde                  | Obere Aller             |
| Staßfurt                             | 23.458  | Salzlandkreis          |                         |
| Steigra                              | 1.050   | Saalekreis             | Weida-Land              |
| Stendal, Hansestadt (Kreisstadt)     | 37.683  | Stendal                |                         |
| Stößen                               | 869     | Burgenlandkreis        | Wethautal               |
| Südharz                              | 8.856   | Mansfeld-Südharz       |                         |
| Südliches Anhalt                     | 12.953  | Anhalt-Bitterfeld      |                         |
| Sülzetal                             | 8.658   | Börde                  |                         |
| Tangerhütte                          | 10.252  | Stendal                |                         |
| Tangermünde                          | 10.160  | Stendal                |                         |
| Teuchern                             | 7.869   | Burgenlandkreis        |                         |
| Teutschenthal                        | 13.066  | Saalekreis             |                         |
| Thale                                | 16.985  | Harz                   |                         |
| Ummendorf                            | 923     | Börde                  | Obere Aller             |
| Völpke                               | 1.137   | Börde                  | Obere Aller             |
| Wallhausen                           | 2.375   | Mansfeld-Südharz       | Goldene Aue             |
| Wallstawe                            | 837     | Altmarkkreis Salzwedel | Beetzendorf-Diesdorf    |
| Wanzleben-Börde                      | 13.795  | Börde                  |                         |
| Wefensleben                          | 1.572   | Börde                  | Obere Aller             |
| Wegeleben                            | 2.392   | Harz                   | Vorharz                 |
| Weißenfels                           | 38.241  | Burgenlandkreis        |                         |
| Werben (Elbe), Hansestadt            | 915     | Stendal                | Arneburg-Goldbeck       |
| Wernigerode                          | 32.406  | Harz                   |                         |
| Westheide                            | 1.660   | Börde                  | Elbe-Heide              |
| Wethau                               | 835     | Burgenlandkreis        | Wethautal               |
| Wetterzeube                          | 1.664   | Burgenlandkreis        | Droyßiger-Zeitzer Forst |
| Wettin-Löbejün                       | 9.669   | Saalekreis             |                         |
| Wimmelburg                           | 1.086   | Mansfeld-Südharz       | Mansfelder Grund-Helbra |
| Wittenberg, Lutherstadt (Kreisstadt) | 45.126  | Wittenberg             |                         |
| Wolmirsleben                         | 1.399   | Salzlandkreis          | Egelner Mulde           |
| Wolmirstedt                          | 12.281  | Börde                  |                         |
| Wust-Fischbeck                       | 1.190   | Stendal                | Elbe-Havel-Land         |
| Zahna-Elster                         | 9.057   | Wittenberg             |                         |
| Zehrental                            | 805     | Stendal                | Seehausen (Altmark)     |
| Zeitz                                | 28.563  | Burgenlandkreis        |                         |
| Zerbst/Anhalt                        | 21.307  | Anhalt-Bitterfeld      |                         |
| Zielitz                              | 1.926   | Börde                  | Elbe-Heide              |
| Zörbig                               | 8.973   | Anhalt-Bitterfeld      |                         |